# 一氧化二溴
一氧化二溴是一种无机化合物，化学式为Br2O。它是暗棕色固体，仅在-40°C以下稳定，用于溴化反应。分子中Br-O的键长为1.85Å，Br-O-Br的键角为112°。

## 制备
一氧化二溴由溴蒸气或溴的四氯化碳溶液在低温下和氧化汞反应得到：
2 Br2 + 2 HgO → HgBr2·HgO + Br2O
二氧化溴的热分解反应也能得到一氧化二溴。电流通过1:5的溴：氧混合物，可以生成一氧化二溴。

## 化学性质
一氧化二溴是次溴酸的酸酐，可以和碱反应，形成次溴酸盐：
Br2O + 2 NaOH → 2 NaOBr + H2O
Br2O + Ca(OH)2 → Ca(OBr)2 + H2O
次溴酸盐在室温之上容易发生歧化反应。
可以将碘氧化至五氧化二碘，自身被还原为溴：
5 Br2O + I2 → I2O5 + 5 Br2
它在－40°C以上分解：
2 Br2O → 2 Br2 + O2